# Apistobranchidae
Apistobranchidae zijn een familie van borstelwormen uit de onderorde van de Spioniformia. De wetenschappelijke naam van de familie werd voor het eerst geldig gepubliceerd in 1898 door Mesnil en Caullery.

## Taxonomie
De volgende geslachten zijn bij de familie ingedeeld:
- Apistobranchus Levinsen, 1883

### Synoniemen
- Ethocles Webster & Benedict, 1887 => Apistobranchus Levinsen, 1883
- Skardaria Wesenberg-Lund, 1951 => Apistobranchus Levinsen, 1883